# (2824) Franke
(2824) Franke es un asteroide perteneciente al cinturón de asteroides, descubierto el 4 de febrero de 1934 por Karl Wilhelm Reinmuth desde el Observatorio de Heidelberg-Königstuhl, Alemania.

## Designación y nombre
Designado provisionalmente como 1934 CZ. Fue nombrado Franke en honor al biofísico estadounidense Ernst H. Franke.